# 4Pi-Mikroskop
Ein 4Pi-Mikroskop ist eine Variante des Konfokalmikroskops, das eine höhere Auflösung besitzt als die bei normalen konfokalen Mikroskopen übliche Auflösung von etwa 200 nm in seitlicher und 500–700 nm in axialer Richtung. Das 4Pi-Mikroskop kann die axiale Auflösung auf etwa 100–150 nm verbessern, die seitliche (laterale) Auflösung wird dagegen nicht verändert. Dadurch erreicht es einen nahezu sphärischen fokalen Lichtfleck mit insgesamt 5–7fach geringerem Volumen.

## Funktionsprinzip
Die Steigerung der Auflösung wird durch die Verwendung von zwei gegenüberliegenden Objektiven erreicht, welche das Präparat nicht nur von zwei Seiten kohärent beleuchten, sondern das von dem Präparat reflektierte oder ausgesandte Licht auch von beiden Seiten kohärent einsammeln. Der Raumwinkel {\displaystyle \Omega }, der für Beleuchtung und Detektion verwendet wird, erhöht sich auf diese Weise und nähert sich dem idealen Fall an: Dann wird von allen Raumrichtungen beleuchtet und in allen Raumrichtungen Licht detektiert. 
Das Licht eines Lasers wird durch einen Strahlteiler in zwei Richtungen aufgeteilt und über Spiegel zu zwei gegenüberliegenden Objektiven gelenkt. Diese fokussieren das Licht auf denselben Ort, an dem es zur Interferenz kommt. Angeregte Moleküle an diesem Ort können wiederum Licht aussenden, welches von beiden Objektiven aufgefangen, im bereits erwähnten Strahlteiler zusammengeführt und über einen dichroischen Spiegel auf den Detektor gelenkt wird, wo das detektierte Licht dann interferieren kann.
Theoretisch könnte pro Objektiv Licht aus einem Halbraum, also aus dem Raumwinkel von {\displaystyle \Omega =2\pi }, eingesammelt werden, so dass mit zwei Objektiven das in den gesamten Raum ({\displaystyle \Omega =4\pi }) ausgestrahlte Licht eingesammelt werden könnte. Der Name dieser Mikroskopieart leitet sich von diesem theoretisch maximal möglichen Raumwinkel für Anregung und Detektion ab. Praktisch ist eine Detektion in allen Richtungen nicht zu erreichen. Moderne Mikroskopobjektive haben nur einen maximalen Öffnungswinkel von ca. 140°, der einem Raumwinkel {\displaystyle \Omega } von ca. {\displaystyle 1{,}3\pi } entspricht.
Man unterscheidet 3 Typen, je nachdem, ob zwei Objektive nur für die Anregung, nur für die Detektion, oder für beides verwendet werden. Die Komplexität des Mikroskops nimmt dabei zum letzteren Typ hin zu, bei dem die kohärenten Überlagerung der beiden Objektivfoki sowohl in der Anregung als auch bei der Detektion erreicht werden muss.
Das 4Pi-Mikroskop hat Anwendungen in der Zellbiologie gefunden, da hier viele Strukturen in einer Größenordnung von 200 nm und darunter liegen. Dreidimensionale Rekonstruktionen von Zellen konnten deutlich verbessert werden, da der Nachteil der konfokalen Mikroskopie, die schlechte Auflösung entlang der optischen Achse, komplett entfällt. 4Pi-Mikroskopie hat sich jedoch nicht kommerziell durchsetzen können.

## Entwicklung
1971 veröffentlichten Thomas Cremer und Christoph Cremer theoretische Berechnungen über die Erzeugung eines idealen Hologramms zur Überwindung der Beugungsgrenze, das ein Interferenzfeld in allen Raumrichtungen festhält, ein sogenanntes 4π-Hologramm.
Die Veröffentlichung aus dem Jahr 1978 hatte jedoch einen falschen physikalischen Schluss gezogen (nämlich einen punktförmigen Lichtfleck) und die axiale Auflösungserhöhung als eigentlichen Vorteil der Hinzunahme der anderen Raumwinkelseite völlig übersehen. Die erste Beschreibung eines praktikablen Verfahrens für 4Pi-Mikroskopie gelang Stefan Hell 1991. Sie beinhaltet die zwei gegenüberliegenden Objektive und die Benutzung der Interferenz.
1994 gelang ihm auch die erste praktische Demonstration der verbesserten Auflösung eines 4Pi-Mikroskops.
In den folgenden Jahren wurden die Anwendungsmöglichkeiten des 4Pi-Mikroskops weiter verbessert. Mit einer parallelen Anregung und Detektion von Molekülen in einem 4Pi-Mikroskop an 64 Stellen im Präparat gleichzeitig konnte 2002 die Dynamik der Mitochondrien in Hefezellen aufgenommen werden, da deren Größenordnung im auflösbaren Bereich eines 4Pi-Mikroskops liegt.
Eine kommerzielle Version des 4Pi-Mikroskops wurde von Leica Microsystems 2004 auf den Markt gebracht.
Durch die Kombination von 4Pi-optischen Systemen und STED gelang es 2009, einen uniformen im Durchmesser circa 50 nm kleinen Lichtfleck als Fokus eines Mikroskops in fixierten Zellen zu erreichen, was in etwa einer Volumenverkleinerung des Fokus gegenüber der Standard-Konfokalmikroskopie um den Faktor 150–200 entspricht. Die Kombination von 4Pi Mikroskopie mit RESOLFT-Mikroskopie mit schaltbaren Proteinen ermöglicht seit 2015 dann sogar die Erstellung von Aufnahmen mit isotroper Auflösung in lebenden Zellen bei wesentlich niedrigeren Intensitäten.